# Гелон (посёлок)
Гело́н (узб. Gelon / Гелон) — посёлок городского типа в Шахрисабзском районе Кашкадарьинской области Республики Узбекистан, основанный в 1305 году.

## География
Гелон находится в южной части Узбекистана в бассейне Кашкадарьи, на западном склоне Памир-Алайских гор. Территория находится на границе Узбекистана и Таджикистана, в 80 километров от Шахрисабза. Кишлак со всех сторон окружён высокими горами, достигающими на востоке высоты более 4000 метров. Это один из самых высокогорных посёлков Узбекистана. Сюда непросто добраться по трудной, но живописной горной грунтовой дороге с многочисленными серпантинами.

## Климат
Климат — континентальный, сухой, местами субтропический.

## Население
Население кишлака составляет 5834 человек (2019 год).

### Национальный состав
- таджики — 5831 чел
- узбеки — 3 чел. (на 12 декабря 2019 года)[3][11].

## Достопримечательности
Возле посёлка расположена гора, которая носит в себе[уточнить] название «Хазрати Султан», а также «Hisorak Suv Ombori», которое является популярным местом среди туристов.